# エリザベト短期大学
エリザベト短期大学（エリザベトたんきだいがく）は、広島県広島市幡町151に本部を置いていた日本の私立大学である。1952年に設置され、1966年に廃止された。

## 概要

### 大学全体
- 広島県広島市[注 2]に所在した日本の私立短期大学で、設置主体は学校法人エリザベト芸術学園[2]。
- 1948年創立の広島音楽学校を母体として1952年に開学[注 3]。
- 1962年度の入学生を最後に[注釈 2]、1966年に短期大学としての使命を終える[4]。

### 教育および研究
- 音楽教育ほか修道士を養成する専門教育も行われ、修業年限は昼間部・夜間部とも３年制となっていた。宗教音楽を専攻とする専門課程は、当時の音楽系短大としては唯一の存在だった。

### 学風および特色
- エリザベト音楽大学#大学全体にもあるように、カトリック修道会のイエズス会を設立の母体とし、「エリザベト」とはベルギーのエリザベト王太后に由来している。

## 沿革
- 1948年 広島音楽学校が創設される[5]。
- 1949年
  - 10月 文部省[注釈 3]に短期大学[注 5]の設置認可に関する申請を以下の通り行う[注 6]。なお、学科・専攻は以下の通りとなっている[10]。
    - 音楽科 入学定員25
- 1951年
  - 10月 文部省[注釈 3]に短期大学の設置認可に関する再申請行う[11]。
- 1952年
  - 3月5日 左記を以て文部省[注 7]より短期大学の設置が認可される[12]。
  - 4月1日 エリザベト音楽短期大学（えりざべとおんがくたんきだいがく）として以下の学科体制で開学する[12]。
    - 音楽科
      - ピアノ専攻 入学定員10名
      - オルガン専攻 入学定員2名
      - 声楽専攻 入学定員13名
      - 作曲・楽理専攻 入学定員5名
- 1953年
  - 4月1日 この年度の入学生より以下の音楽科の専攻課程を器楽専攻入学定員12名に変更する[13]。
    - ピアノ専攻 入学定員10名
    - オルガン専攻 入学定員2名
- 1954年
  - 3月20日 専攻科に以下の専攻課程を置く[14]。
    - 宗教音楽専攻 入学定員5名

  - 5月1日 学生数[15]/定員
    - 音楽科 70[注 8]/60
- 1959年
  - 4月1日 この年度の入学生より音楽科の修業年限を 3 年制に変更される[16]。
  - 同 音楽科に以下の専攻課程を置く[17]。
    - 宗教音楽専攻 入学定員5名

  - 同 短期大学名がエリザベト短期大学と改称される[17]。
  - 同 以下の学科を増設する[17]。
    - 宗教科第二部  入学定員30名

  - 5月1日 学生数[18]/定員
    - 宗教科第二部 9[注 9]/30
- 1962年
  - 4月1日 この年度をもって学生募集が終了[注釈 2]。
  - 5月1日 学生数[19]/定員
    - 音楽科 163[注 10]/120
    - 宗教科第二部 5[注 11]/30
- 1963年
  - 5月1日 学生数[20]/定員
    - 音楽科 116[注 12]/80
- 1964年
  - 5月1日 学生数[21]/定員
    - 音楽科 58[注 13]/40
- 1965年
  - 5月1日 学生数[22]/定員
    - 音楽科 不明/-
- 1966年
  - 3月31日 正式廃止[4]。

## 基礎データ

### 所在地
- 広島市幟町151[注釈 1]

### 象徴
- エリザベト短期大学のカレッジマークは右記資料にあり[23]

## 教育および研究

### 組織

#### 学科
- 音楽科
  - 作曲楽理専攻 入学定員5名
  - 声楽専攻 入学定員10名
  - 器楽専攻 入学定員20名
    - ピアノ専攻 入学定員10名[注釈 4]
    - オルガン専攻 入学定員2名[注釈 4]

  - 宗教音楽専攻 入学定員5名
- 宗教科第二部 入学定員30名

#### 専攻科
- 宗教音楽専攻 入学定員5名[注 14]

#### 別科
- なし

#### 取得資格について
- 中学校教諭二種免許状（音楽）[25]
  - 音楽科
    - 作曲楽理専攻
    - 声楽専攻
    - 器楽専攻
    - 宗教音楽専攻
- 当初は高等学校教諭免許状（音楽）も設置されていた[26]。

## 大学関係者と組織

### 大学関係者一覧

#### 出身者
- 蒔田尚昊：作曲家[27]

## 対外関係

### 姉妹校
- 上智大学
- 上智大学短期大学部

## 卒業後の進路について

### 編入学･進学実績
- 短大本科卒業生の中には専攻科に進学した人もいれば、国立音楽大学に編入学した人もいた[注 15]